# 伊洛瓦伊斯克
伊洛瓦伊斯克（羅馬化：Ilovaisk，發音：[iɫoˈwajsʲk] ⓘ）法理上是乌克兰顿涅茨克州顿涅茨克区伊洛瓦伊斯克市镇内的城市及该市镇的行政中心，事实上是俄罗斯頓涅茨克人民共和國的直辖市（2023年之前隶属于哈尔齐兹克市议会）。該市距離首府頓涅茨克30公里，始建於1869年，面積10.8平方公里，海拔高度195米，2022年人口数量为15,395人。

## 历史
2014年顿巴斯战争期间，该市爆发了伊洛瓦伊斯克战役。最终在经过激烈的战斗后，乌克兰武装部队于8月29日上午携带武器撤离该市。

## 当地名人
- 斯坦尼斯拉夫·古连科：末任苏联乌克兰共产党中央第一书记。
- 米哈伊爾·托爾斯特赫：顿涅茨克脱离乌克兰运动的积极参与者，曾担任顿涅茨克人民共和国武装索马里营指挥官。